# Embedsadel
Embedsadel er en form for adel hvis adelskab beror på embedsstilling eller afstamning fra nogen der har beklædt en sådan. I Danmark har også været tale om en rangadel knyttet til rangfølgen.
Embedsadel har været kendt i flere lande. I Danmark synes således Danske Lov 1-2-11 at hjemle at fremmede adelige som beklæder et embede i rangen derved erhverver dansk adelskab. Denne regel blev dog gennem lange tider ikke fulgt i praksis, men den anerkendtes 1885 af Højesteret blot med den præcisering, at det fremmede adelskab må være erhvervet inden indtrædelsen i embedsstillingen. Sin praktiske betydning har dommen imidlertid mistet ved at den vigtigste af de rettigheder der i nutiden er knyttet til dansk adelskab, nemlig retten til indskrivning i Vallø Stift, ikke er blevet anerkendt for den nævnte kreds af adelige. I tiden mellem 1693 og 1730 erhvervedes arveligt dansk adelskab endvidere ved at en person beklædte en charge i en af de tre første rangklasser, men denne regel blev formodentlig ønsket ophævet ved Christian VI's tronbestigelse;  det skete dog ikke ved nogen formel beslutning, og bestemmelserne om personligt adelskab forblev i hvert fald uændret.  Fra forordningen om rang i 1808 blev det præciseret at indehaverne af embeder i tre øverste rangklasser nyder personligt adelskab for dem, deres hustruer og børn, men altså ikke arveligt adelskab.  Denne bestemmelse blev senest bekræftet ved forordning om rangfølgen fra 1953 og fremgår fortsat af Hof- og Statskalenderen.
Hvad udlandet angår, er særlig den franske embedsadel (noblesse de dignité) bekendt. Under l'ancien régime blev det, navnlig siden ca. 1600, reglen at en række højere embeder medførte adelskab, oprindelig personligt, senere også arveligt; som oftest dog kun når embedet i flere generationer havde været i samme families besiddelse. Til de embeder der medførte adelskab, hørte bl.a. embederne som medlemmer af parlamenterne; den til disse knyttede embedsadel kaldtes særlig for noblesse de robe, et udtryk der også benyttedes om embedsadelen i almindelighed. Den franske embedsadel var ikke i alle henseender ligestillet med den øvrige adel. Således regnedes den i politisk henseende til tredje stand.
I Rusland var det indtil revolutionen praksis at adelskab, dels arveligt dels personligt, kunne erhverves ved at beklæde visse embedsstillinger

## Frankeriget
I Frankerriget var ministerialis en hof- og embedsadel.